# Carolin Leonhardt
Carolin Leonhardt (Mannheim, 22 november 1984) is een Duitse kanovaarster.
Leonhardt won tijdens de Olympische Zomerspelen 2004 de gouden medaille in de K4 500m en samen met Birgit Fischer zilver in de K2 500m. Een paar dagen voor de Olympische Zomerspelen 2008 moest Leonhardt zich om medische redenen terugtrekken en werd vervangen door Conny Waßmuth. Leonhardt won in 2012 olympisch zilver in de K4 500m achter de Hongaren. Leonhardt werd zesmaal wereldkampioen.

## Belangrijkste resultaten

### Olympische Zomerspelen
| Editie | Plaats | Resultaten      |
| ------ | ------ | --------------- |
| 2004   | Athene | K4 500m K2 500m |
| 2012   | Londen | K4 500m         |

### Wereldkampioenschappen vlakwater
| Jaar | Plaats    | Resultaten                   |
| ---- | --------- | ---------------------------- |
| 2005 | Zagreb    | K4 200m · K4 500m · K4 1000m |
| 2006 | Szeged    | K4 200m · K4 500m · K4 1000m |
| 2007 | Duisburg  | K4 200m · K4 500m            |
| 2009 | Dartmouth | K4 200m · K2 1000m · K4 500m |
| 2010 | Poznań    | K2 1000m                     |
| 2011 | Szeged    | K1 4x200m · K4 500m          |
| 2013 | Duisburg  | K2 1000m                     |

1984: Agafia Constantin & Nastasia Ionescu & Tecla Marinescu & Maria Ştefan ·
1988: Anke Nothnagel & Ramona Portwich & Birgit Schmidt-Fischer & Heike Singer ·
1992: Kinga Czigány & Éva Dónusz & Rita Kőbán & Erika Mészáros ·
1996: Birgit Fischer & Manuela Mucke & Ramona Portwich & Anett Schuck ·
2000: Birgit Fischer & Manuela Mucke & Anett Schuck & Katrin Wagner-Augustin ·
2004: Birgit Fischer & Carolin Leonhardt & Maike Nollen & Katrin Wagner-Augustin ·
2008: Fanny Fischer & Nicole Reinhardt & Katrin Wagner-Augustin & Conny Waßmuth ·
2012: Krisztina Fazekas & Katalin Kovács & Danuta Kozák & Gabriella Szabó ·
2016: Tamara Csipes & Krisztina Fazekas-Zur & Danuta Kozák & Gabriella Szabó ·
2020: Kozák & Csipes & Kárász & Bodonyi ·
2024: Carrington & Hoskin & Brett & Vaughan